# Локалита Прати Бито (Сондрио)
Локалита Прати Бито је насеље у Италији у округу Сондрио, региону Ломбардија.
Према процени из 2011. у насељу је живело 11 становника. Насеље се налази на надморској висини од 221 м.